# Crassula coccinea
Crassula coccinea (L., 1753) è una pianta succulenta appartenente alla famiglia delle Crassulaceae, endemica della Provincia del Capo Occidentale, in Sudafrica. Venne così classificata da Linneo nel suo Species Plantarum e da allora ha mantenuto la stessa denominazione.
L'epiteto specifico coccinea deriva dal latino coccineum, scarlatto, con riferimento al colore delle notevoli infiorescenze della pianta.

## Descrizione

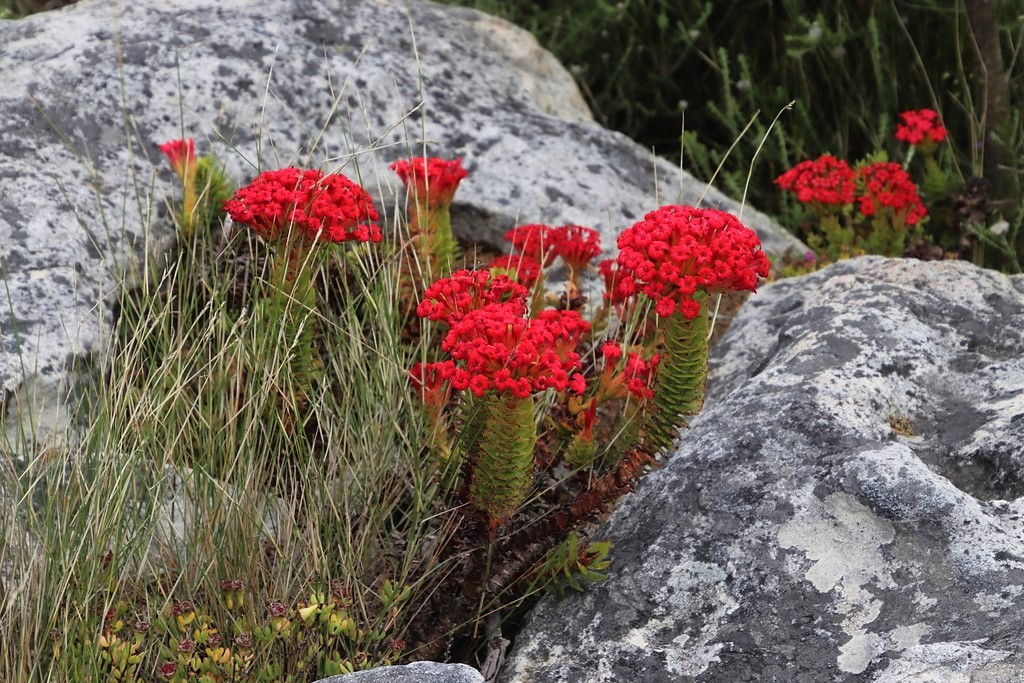
Esemplari di C. coccinea in fiore.

C. coccinea è una pianta perenne a portamento arbustivo, formata da diversi steli che possono raggiungere i 60 centimetri d'altezza, per 7 millimetri in diametro, ancorati al suolo grazie a fitte radici fascicolate. Questi steli sono di colore verde e glabri, ma col tempo tendono ad assumere un aspetto legnoso.
Le foglie, lunghe tra 20 e 35 millimetri per 8–15 mm in larghezza, sono ascendenti, verdi, dalla forma ovato-lanceolata e disposte a coppie, angolate a 90° rispetto alle adiacenti. La pagina superiore ha un profilo piatto, mentre quella inferiore è convessa, e presentano un margine ciliato. Hanno delle estremità di forma acuta e mancano di idatodi.
Le notevoli infiorescenze a tirso, che si sviluppano tra dicembre e gennaio, sono di tipo cimoso, sorrette da un peduncolo che si estende fino a 10 cm d'altezza per 1 mm in diametro, ramificato in diverse dicasia.
I fiori, pentameri e sessili, sono generalmente di colore rosso, anche se esistono alcune popolazioni, più rare, a fiori bianchi. Il calice è formato da verdi sepali, di forma lineare-lanceolata, margine ciliato ed estremità acuta, che misurano fino a 22 mm in lunghezza e che nella metà inferiore sono fusi tra loro. La corolla, di forma tubolare, è composta da petali lunghi fino a 45 mm, dal caratteristico colore scarlatto (di rado bianco con sfumature rosse), fusi tra loro per i primi 7 mm e più larghi alle estremità, ripiegate verso il basso. Gli stami, lunghi circa 3 cm, portano delle antere di colore nero.

## Biologia
C. coccinea ha la peculiarità di essere impollinata da Aeropetes tulbaghia, nota anche come "orgoglio della Table Mountain", unica specie di Lepidoptera appartenente al genere Aeropetes, oltre che unica farfalla nota ad essere attratta da fiori rossi. Questa si nutre difatti del nettare di piante caratterizzate da fiori di colore rossastro, quali Disa uniflora, Disa ferruginea, Nerine sarniensis, Syncarpha eximia, Syncarpha vestita, Haemanthus coccineus e Tritoniopsis triticea, oltre che a C. coccinea, tutte adattatesi ad essere impollinate da questa particolare specie.

## Distribuzione e habitat
C. coccinea è una specie endemica della Provincia del Capo Occidentale, diffusa dalla penisola del Capo (sulla famosa Table Mountain) alle aree montuose ad est della capitale sudafricana, fino alla cittadina di Bredasdorp. Alcuni esemplari sono stati avvistati ancora più ad est, nei pressi dell'insediamento di Stilbaai. È inoltre presente in Nuova Zelanda dove, a seguito dell'introduzione da parte dell'uomo, si è naturalizzata.
Si tratta di una pianta diffusa in aree montuose ricoperte dalla caratteristica macchia del fynbos sudafricano, in particolare su affioramenti di arenaria. In ragione della sua diffusione in aree montane ed incluse in parchi naturali (come il Parco nazionale della Table Mountain), nonostante il suo areale sia compreso in alcune delle zone più antropizzate del Sudafrica, è stata catalogata come una specie a rischio minimo nella Lista Rossa nazionale, applicando gli stessi criteri di valutazione della più nota Lista Rossa IUCN.

## Coltivazione

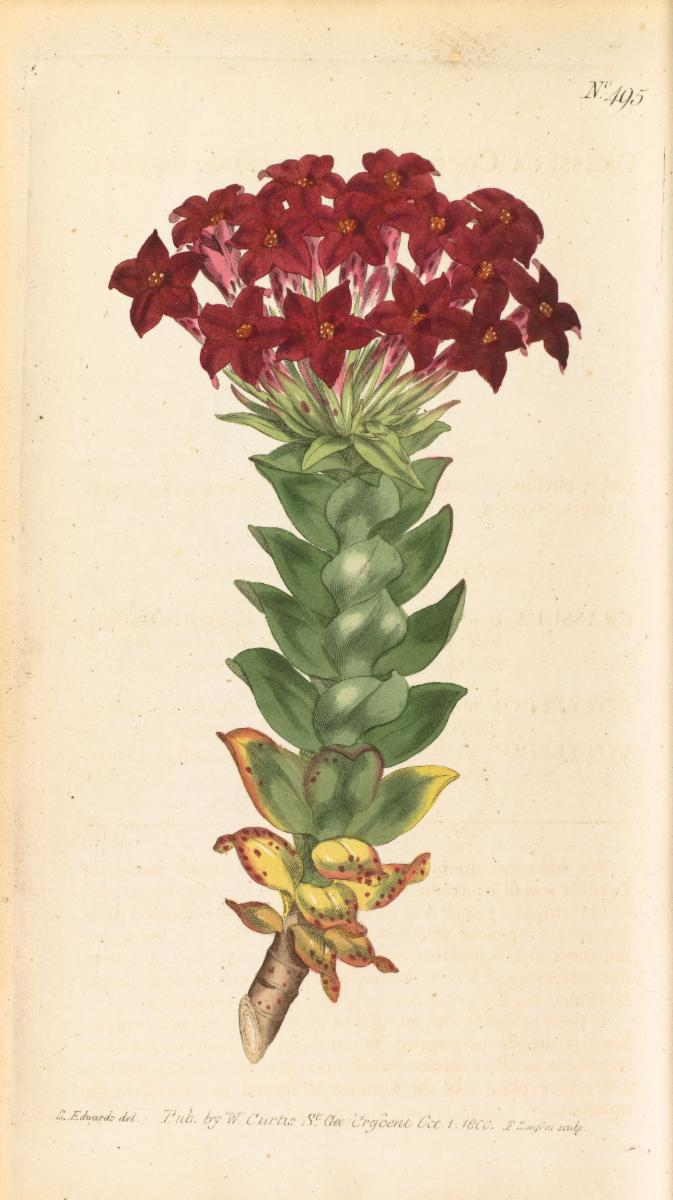
Tavola botanica di C. coccinea, opera di Sydenham Edwards.

C. coccinea è una delle succulente più apprezzate come pianta ornamentale tanto che, già alla fine del XVIII secolo, il botanico inglese John Sims, nel commento ad una tavola botanica di Sydenham Edwards, scriverà:
(John Sims, Curtis's Botanical Magazine)
In genere le Crassula richiedono un terreno povero di componente organica e ricco di minerali, ben drenante in modo da evitare i ristagni idrici che potrebbero uccidere la pianta. Annaffiare solo a terreno ben secco.
È una pianta originaria di aree incluse nelle USDA Hardiness Zones da 9a a 11b, pertanto non dovrebbe essere esposta a temperature inferiori ai 10 °C e comunque mai al di sotto dei -6,7 °C. Preferisce difatti una posizione soleggiata, ed essendo una specie di ridotte dimensioni è consigliata la coltivazione in vaso.
Così come altre specie appartenenti al suo genere, C. coccinea può essere propagata per seme, pollone o talea.